# СШОР по водным видам спорта «Спартак-Волгоград»
СШОР по водным видам спорта «Спартак-Волгоград» — cпортивная школа олимпийского резерва — занимается подготовкой спортсменов по плаванию и водному поло. Создана 28 июля 2010 года на базе ватерпольного клуба «Спартак-Волгоград».

## История создания

### Плавание
Начало и становление волгоградской школы плавания
Первые шаги спортивного плавания в городе относятся к 1925 году, когда был проведён массовый заплыв с острова Крит до Яхт-клуба (современный речной вокзал). Победителем стал Валентин Каменский, а всего участвовало 30 человек. В том же году состоялся первый дальний проплыв по Волге на 35 вёрст — это был первый подобный заплыв в Советском Союзе.
В 1922 году в Царицыне (старое название Волгограда) была создана первая организация по руководству физической культурой и спортом. В 1925 году начал работать техникум физической культуры, а в 1927 году плавание включили в программу учебных занятий. Преподавателем стал выпускник Московского института физкультуры Виктор Николаевич Букатин, который внёс большой вклад в развитие плавания и водного поло в регионе.
Уже в 1928 году сталинградские пловцы выиграли матч Волжских городов в Самаре и успешно выступили на Всесоюзной спартакиаде в Москве.
Развитие и расцвет
В 1930—1940-х годах плавание активно развивалось на заводах и предприятиях города: «Баррикады», «Красный Октябрь», Сталинградский тракторный завод, «Сталгрэс». В этот период были заложены традиции массового спорта и подготовки сильных спортсменов.
В 1970-х годах с открытием новых бассейнов, например, на Волгоградском судостроительном заводе, плавание стало ещё более массовым и доступным в разных районах города, включая Красноармейский район.
Олимпийские и международные успехи
Волгоградская школа плавания стала одной из сильнейших в России и мире. В 1992 году была основана Федерация по плаванию Волгоградской области, объединившая лучшие силы региона. В том же году тренер Виктор Борисович Авдиенко, дважды признававшийся лучшим тренером мира по версии Всемирной тренерской ассоциации, создал клуб «Волга».
На счету волгоградских пловцов — 24 олимпийские медали, более 200 медалей на чемпионатах и Кубках мира, свыше 100 медалей на чемпионатах Европы. Это абсолютный рекорд среди всех видов спорта Волгоградской области.
Среди знаменитых воспитанников, неоднократно признававшиеся лучшими пловцами мира, Евгений Садовый (3 золота на Олимпиаде-1992), Денис Панкратов (2 золота на Олимпиаде-1996), Александр Попов (2 золота на Олимпиадах 1992 и 1996 годов, тренер Геннадий Турецкий).
В XXI веке на базе центра «Искра» реализуется программа «Я стану чемпионом», обеспечивающая подготовку резерва для сборной России. Уже на Олимпиаде в Рио-де-Жанейро в 2016 году выпускники программы завоевали две бронзовые медали (Евгений Рылов и Антон Чупков).

### Водное поло
История развития водного поло в Волгограде (Россия) — это путь от первых секций и энтузиастов до создания самого титулованного ватерпольного клуба страны и воспитания олимпийских чемпионов.
Довоенные годы и становление волгоградской школы водного поло
Волгоградская (Сталинградская) школа водного поло была организована ещё в довоенные годы. Уже с 1928 года сталинградские ватерполисты участвовали в соревнованиях по водному поло.
Официальным стартом считается 1936 год, когда команда Сталинграда начала регулярно выступать на крупнейших всероссийских и всесоюзных турнирах.
В 1937 году команда ДСО «Буревестник» вошла в число сильнейших команд СССР.
Развитие и тренерские традиции
Большой вклад в развитие юношеского водного поло внёс Евгений Петрович Дементьев — один из первых заслуженных тренеров РСФСР. Его воспитанники выступали за сборные СССР, СНГ и России.
Детские секции работали в спортивных обществах «Водник», «Буревестник», «Труд» и «Спартак». Резерв готовили такие тренеры, как В. Панасенко, В. Лычагин, В. Нестерков, Г. Смирнов и другие.
Школа олимпийского резерва и массовое развитие
В 1976 году на базе секции водного поло при ДСО «Спартак» была открыта детско-юношеская спортивная школа. В становлении школы участвовали бывшие игроки «Спартака» и мастера спорта СССР.
В 1983 году школа была аттестована как специализированная ДЮСШ олимпийского резерва, основной задачей которой стала подготовка ватерполистов для команды высшей лиги. За более чем 35 лет школа подготовила десятки мастеров спорта и членов сборных команд.
Профессионализация и создание клуба
В январе 1994 года при поддержке нефтяной компании «Лукойл» и агрохолдинга «Гетэкс» был создан профессиональный спортивный клуб «Лукойл-Спартак», президентом стал Валерий Михайлович Пригода. Команду возглавил Александр Сергеевич Глинянов, с 2005 года — Владимир Николаевич Карабутов (бронзовый призёр Олимпиады-1992).
Клуб быстро стал лидером российского водного поло: уже в 1994 году команда заняла 3-е место в чемпионате России, а в 1997 году впервые стала чемпионом страны. В 1999, 2003, 2004, 2010—2017 и 2023 годах «Спартак-Волгоград» повторял этот успех.
Современный этап и инфраструктура
В 2010 году открыт Центр водных видов спорта — современный бассейн, отвечающий международным стандартам, что дало новый импульс развитию водного поло в регионе.
В структуре клуба — две мужские и одна женская команды, отделение подготовки олимпийского резерва, детско-юношеское направление.
Главные достижения
«Спартак-Волгоград» — самый титулованный ватерпольный клуб России:
12-кратный чемпион России (с 1997 по 2017 и 2023 годы)
Многократный обладатель Кубка России и Суперкубка России
Обладатель Кубка Европы (2014), финалист Суперкубка Европы (2014)
Женская команда — неоднократный призёр чемпионата и Кубка России.
За время своего существования «Лукойл-Спартак» становился чемпионом России — в 1997, 1999, 2003, 2004, 2010 годах, серебряным призёром чемпионата России — в 1995, 1996, 2000, 2001, 2002, 2005, 2009 годах, бронзовым призёром — в 1994, 2007, 2008 годах, обладателем Кубка России по водному поло — в 1998, 2000, 2001, 2002, 2003, 2004, 2007, 2009 годах. Игроки команды регулярно входили в сборную России, в составе которой становились призерами Олимпиад, победителями розыгрыша Мировой лиги и Кубка Мира, призерами чемпионатов мира и Европы, что способствовало продвижению имиджа Волгограда и Волгоградской области как спортивного
региона не только в России, но и на международной арене.
В клубе подготовлены:
- 7 бронзовых призёров Олимпийских игр 2004 года в Афинах (Греция);
- 4 серебряных призёра Олимпийских игр 2000 года в Сиднее (Австралия);
- 5 бронзовых призёров чемпионата Европы, 1997 год;
- 3 серебряных призёра XXI Всемирной летней универсиады в Пекине (Китай), 2001 год;
- 5 серебряных призёра XXVI Всемирной летней универсиады в Шэньчжэне (Китай), 2011 год;
- два бронзовых призёра XXVI Всемирной летней универсиады в Шэньчжэне

(Китай), 2011 год.

### Прыжки в воду
История волгоградской школы прыжков в воду
Волгоградская школа прыжков в воду берет свое начало в советский период, когда благодаря усилиям энтузиастов и поддержке государства по всей России начали открываться специализированные секции и школы по водным видам спорта, включая Волгоград и Волжский. С 1950-х годов в регионе стали появляться бассейны и спортивные школы, где формировались первые тренерские кадры и закладывались традиции подготовки прыгунов в воду. Эти усилия были частью общероссийского движения по развитию водных видов спорта, в рамках которого Волгоград стал одним из заметных центров.
В последние десятилетия в Волгограде активно работает спортивная школа олимпийского резерва № 8, которая стала основной кузницей молодых талантов в прыжках в воду. Воспитанники этой школы успешно выступают на региональных и всероссийских соревнованиях, а тренеры отмечают высокий уровень подготовки и мотивации у юных спортсменов.
ГАУ ВО ЦСП «ОЛИМП» (Государственное автономное учреждение Волгоградской области «Центр спортивной подготовки») традиционно включал в свою структуру отделение прыжков в воду. Здесь осуществлялась подготовка спортсменов высокого уровня, обеспечивалась тренировочная база и поддержка для участия в соревнованиях различного уровня. Отделение прыгунов в воду в «ОЛИМПе» было одним из важных направлений работы учреждения до административных изменений последних лет.
Успехи волгоградских прыгунов в воду
Среди известных воспитанников волгоградской школы прыжков в воду, в частности Спортивной школы олимпийского резерва № 8 такие прыгуны в воду как:
Юлия Колтунова — олимпийская призёрка, завоевавшая серебро на Олимпийских играх в Афинах (2004 год).
Ульяна Клюева — чемпионка Европы, чемпионка первенства мира, серебряный призёр юношеских Олимпийских игр, многократная чемпионка России.
Кроме того, в настоящее время в школе готовятся перспективные молодые спортсмены, такие как Марина Касаткина, которая уже стала призёром Первенства России по прыжкам в воду и входит в Лигу Юных Чемпионов, объединяющую лучших юных прыгунов страны

## Слияние школ
История слияния Центра спортивной подготовки по плаванию (ГАУВО «ЦСП по плаванию») с СШОР по водным видам спорта «Спартак-Волгоград» связана с реформами в системе спортивной подготовки Волгоградской области, реализованными в соответствии с федеральными стандартами и приказами Минспорта РФ.
Хронология и причины слияния
ГАУВО «ЦСП по плаванию» был создан в 2005 году как специализированное учреждение для подготовки спортсменов по плаванию. За годы работы центр стал базой для подготовки пловцов, участвовавших в соревнованиях различного уровня. До этого в регионе существовали различные спортивные школы высшего спортивного мастерства (ШВСМ) по плаванию, которые с 1970-х по 1990-е годы меняли организационно-правовые формы и названия, но сохраняли основную задачу — подготовку спортсменов высокого уровня, но именно с 2005 года началась деятельность центра как отдельной организации с государственным финансированием и специализированным статусом.
В 2017 году в Волгоградской области началась реорганизация спортивных учреждений с целью укрупнения, оптимизации управления и создания единого центра олимпийской подготовки по водным видам спорта.
Было принято решение о присоединении Центра спортивной подготовки по плаванию и отделения прыжков в воду ЦСП «Олимп» к ГАУ ДО ВО "СШОР по водным видам спорта «Спартак-Волгоград». Таким образом, «Спартак-Волгоград» стал структурным центром, объединившим плавание, водное поло и прыжки в воду.
Организационные детали
Учреждение «Центра спортивной подготовки по плаванию» официально ликвидировано, а его правопреемником стала СШОР «Спартак-Волгоград». Все тренировочные базы, тренерский состав и спортсмены были интегрированы в структуру объединённой школы.
Руководящий и тренерский составы в основном сохранились, чтобы обеспечить преемственность и стабильность тренировочного процесса. Олимпийская чемпионка Лариса Ильченко, ранее директор «ЦСП по плаванию», осталась в числе директоров и кураторов работы объединённого учреждения.
Объединённая школа продолжила работу на базе современного спортивного комплекса с бассейном.
Значение слияния
Слияние позволило создать в Волгограде первый в истории региона центр олимпийской подготовки по водным видам спорта, соответствующий федеральным стандартам.
В структуре нового центра теперь функционируют отделения по плаванию, водному поло и прыжкам в воду, что обеспечивает комплексный подход к развитию водных видов спорта.
Для спортсменов и тренеров были сохранены все условия для тренировок и соревнований, а также обеспечена преемственность и развитие лучших традиций волгоградской школы водных видов спорта.
Слияние «Центра спортивной подготовки по плаванию» с СШОР «Спартак-Волгоград» стало частью региональной реформы спортивной отрасли, позволив создать современный центр подготовки по водным видам спорта, объединивший ресурсы, инфраструктуру и лучшие кадры Волгоградской области.

## Текущая деятельность
СШОР по водным видам спорта «Спартак-Волгоград» в настоящее время ставит перед собой ряд важных целей и задач, направленных на развитие водных видов спорта в регионе и повышение спортивных достижений. В их числе:
Продвижение массового спорта и формирование культуры здорового образа жизни среди детей и молодежи через участие в крупных спортивных фестивалях и акциях, таких как Всероссийский спортивный фестиваль «Здоровая семья — сильная Россия» (февраль-октябрь 2025 г.), который включает мероприятия, направленные на укрепление физического и психологического благополучия и популяризацию спорта в семьях.
Развитие системы подготовки спортсменов от начального уровня до высших спортивных достижений с использованием современной методологии и технологий, а также объединение ресурсов и тренерских кадров для повышения качества тренировочного процесса.
Активное участие в социальных и образовательных проектах, направленных на поддержку семей и многодетных семей, что способствует укреплению социальной базы и вовлечению детей в спорт через конкурсы, форумы и акции, например конкурс социальных практик «Будущее — это мы!» и форум многодетных семей «Многодетная Россия».
Обеспечение эффективного использования бюджетных средств, развитие материально-технической базы и поддержка инновационных решений для повышения уровня спортивной подготовки и организации тренировочного процесса.
Планируется дальнейшее расширение и укрепление спортивной инфраструктуры, повышение квалификации тренерского состава и внедрение цифровых технологий для мониторинга и управления тренировочным процессом.